# Fort IXa w Poznaniu
Fort IXa (Witzleben, Wincentego Aksamitowskiego) (oryg. Zwischenwerk IXa) – jeden z 18 fortów wchodzących w skład Twierdzy Poznań. Znajduje się na Dębcu przy ulicy 28 Czerwca 1956 r..

## Historia
Zbudowany został w latach 1877–1881, w pierwszym etapie budowy twierdzy fortowej. Jest to jedyny zachowany fort pośredni starego typu. Fort otrzymał nazwę Witzleben (do 1902 r. nazwę tę nosił Nadszaniec II Witzleben). W 1931 r. zmieniono patronów na polskich, Fort IXa otrzymał imię pułkownika Wincentego Aksamitowskiego.
15 kwietnia 1919 r. fort IXa (wraz z IX) został przeznaczony dla podoficerskiej szkoły piechoty.
Podczas bitwy o Poznań, 26 stycznia 1945 r. po godzinie 18, fort i Lasek Dębiecki został ostrzelany ogniem artyleryjskim. Dzięki temu Niemcy broniący linii kolejowej uciekli, a bataliony 226 i 240 pułku wdarły się na tereny wokół fortu; 240 pułk oskrzydlił fort i późnym wieczorem próbował się dostać do wnętrza. Nie udała się próba wejścia do fortu przez wysadzenie pancernych włazów. Saperzy wrzucili do kominów wentylacyjnych łatwopalną mieszankę i zapalili ją granatami ręcznymi. Załoga fortu ewakuowała się w panice. Część żołnierzy niemieckich uciekła, do niewoli zabrano 200.
Od 2007 r. fort wynajmuje firma organizująca w nim gry paintballowe.
Teren fortu wchodzi w skład obszaru Natura 2000 (obszar specjalnej ochrony SOO „Fortyfikacje w Poznaniu”, symbol PLH300005).

## Lokalizacja i konstrukcja

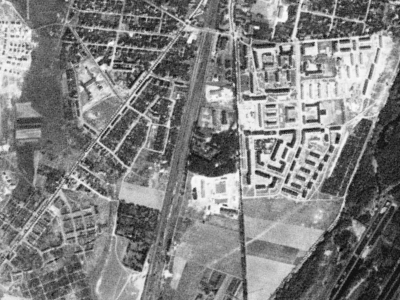
Zdjęcie satelitarne fortu (1965).

Obiekt znajduje się w sąsiedztwie Zespołu Szkół Licealno-Technicznych oraz osiedli mieszkaniowych. Przy forcie, na zachodzie, linia kolejowa Poznań – Wrocław, w pobliżu przystanek Poznań Dębiec. Dojazd do fortu drogą forteczną (ul. 28 Czerwca 1956 r.) i drogą rokadową (ul. Czechosłowacka); układ dróg wskazuje na planowaną przeprawę promową lub most pontonowy przez Wartę jako alternatywę dla mostu kolejowego na Starołęce.
Fort jest zbliżony układem do zbudowanego w podobnym okresie Fortu IVa, różnicę stanowią dwie kaponiery czołowe, które zostały zamienione stronami. Wewnątrz fortu znajduje się jedyna zachowana forteczna ręczna pompa wodna.

### Przebudowy
Po 1892 r. zainstalowano dwa stanowiska obserwacyjne W.T.90. Obiekt został przebudowany na początku lat czterdziestych XX wieku, spowodowane to było modernizacją trasy kolejowej Poznań–Wrocław. Rozebrano wtedy prawy bark fortu wraz z kaponierą, a zamiast oryginalnej fosy postawiono prowizoryczne ogrodzenie.